# Запорожская Балка (Томаковский район)
Запорожская Балка (укр. Запорізька Балка) — село,
Владимировский сельский совет,
Томаковский район,
Днепропетровская область,
Украина.
Код КОАТУУ — 1225481004. Население по переписи 2001 года составляло 132 человека .

## Географическое положение
Село Запорожская Балка находится на расстоянии в 1 км от сёл Новомихайловка, Анновка и Уделенское (Запорожский район).
По селу протекает пересыхающий ручей с запрудой.